# Josias Friedrich Löffler

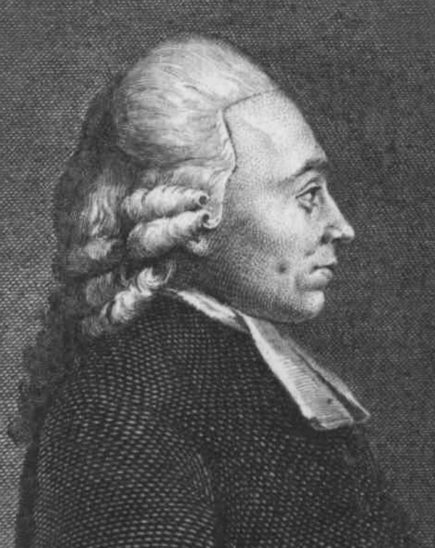
Josias Friedrich Löffler

Josias Friedrich Christian Löffler (* 18. Januar 1752 in Saalfeld; † 4. Februar 1816 in Gamstädt) war Pfarrer in Gotha, Generalsuperintendent und Mitbegründer des Gothaer Schulwesens.

## Leben
Löffler war der Sohn eines früh verstorbenen Stadtrechtsrats und wuchs ab dem elften Lebensjahr im Waisenhaus in Halle auf, wo er von 1769 bis 1774 auch Evangelische Theologie studierte. Anschließend war er als Hauslehrer in Berlin, u. a. von Alexander und Wilhelm von Humboldt, tätig. 1777 nahm er eine Predigerstelle an der Berliner Hofgerichtskirche an. 1778 war er als Feldprediger in Schlesien. Von 1783 bis 1788 war er Professor für Theologie in Frankfurt an der Oder und zugleich erst Diaconus an der Marienkirche, ab 1786 Superintendent. Im Wintersemester 1787/88 wohnten die Brüder Alexander und Wilhelm von Humboldt während ihres Studiums auf Wunsch der Mutter Marie-Elisabeth von Humboldt in Löfflers Wohnhaus. 1788 kam er nach Gotha, wo er sich als Generalsuperintendent Verdienste um das Kirchen- und Schulwesen erwarb. 1796 wurde er Ehrendoktor der Theologischen Fakultät der Universität Kopenhagen.
Als Mitglied der Armenkommission beantragte er 1798 die Errichtung einer Armenschule in Gotha. Im Jahr 1800 wurde dann die Freischule hinter der Margarethenkirche für mittellose und verwaiste Kinder eröffnet; deren Zöglinge erhielten dort mit Arbeiten wie Spinnen, Stricken, Nähen oder Weben ein geringes Einkommen. Die Schule galt als Musterprojekt und setzte die seit 1640 in Gotha geltende Schulpflicht letztendlich auch durch.
Löffler hat insgesamt rund 30 Schriften veröffentlicht, neben einer Auswahl seiner Predigten auch ein Lesebuch für Stadt- und Landschulen sowie die von 1802 bis 1810 erschienenen Nachrichten von der Freischule in Gotha. Löffler starb am 4. Februar 1816 bei der Amtseinführung eines Pfarrers in Gamstädt. Im Jahr 1821 wurde ihm im Kreuzgang der Augustinerkirche ein Denkmal gewidmet, das 1996 in den Schulhof der nach ihm benannten Staatlichen Grundschule „Josias Friedrich Löffler“ versetzt wurde.

## Nachkommen
Löfflers Tochter die Malerin Amalie Löffler (1794–1878) heiratete 1816 Friedrich Thiersch (1784–1860) den Philologen, der auch als „Praeceptor Bavariae“ (Lehrer Bayerns) und als „Vater der humanistischen Bildung“ in Bayern gilt. Aus dieser Ehe gingen sieben Nachkommen hervor:
- ein sehr früh verstorbener Sohn
- der Theologe Heinrich Wilhelm Josias Thiersch, (1817–1885)
- der Chirurg Carl Thiersch, 1822–1885
- der Maler Ludwig Thiersch, (1825–1909)
- Caroline (1821–1880)
- Mathilde (1824–1903)
- Luise (1827–1878)